# Power Rangers RPM
Power Rangers RPM (Racing Performance Machines) là phần thứ 17 của loạt phim truyền hình Power Rangers của Mỹ. Như với tất cả các loạt Power Rangers trước đây, RPM sử dụng các cảnh quay, trang phục và các đạo cụ khác từ loạt Super Sentai, Engine Sentai Go-onger. Với việc tái thương hiệu Jetix thành Disney XD, chương trình Power Rangers RPM chỉ được phát trong khối ABC Kids trên các đài ABC. Tuy nhiên, các quốc gia như Vương quốc Anh đã phát sóng chương trình trên Jetix, và sau đó là Disney XD sau khi tái thương hiệu. Đây là loạt phim thứ tư của Disney không có crossover sau Power Rangers Ninja Storm, Power Rangers Mystic Force và Power Rangers Jungle Fury. Đây là mùa cuối cùng được sản xuất và phân phối bởi Disney và Renaissance-Atlantic Entertainment trước khi nhượng quyền thương mại cho Haim Saban, bắt đầu với Power Rangers Samurai.

## Câu chuyện
Một loại virus máy tính AI có tên Venjix chiếm lấy tất cả các máy tính của Trái đất, tạo ra một đội quân robot "Máy mài" và tiêu diệt hoặc bắt làm nô lệ cho hầu hết nhân loại. Chỉ còn lại thành phố Corinth, được bảo vệ bởi một trường lực gần như không thể xuyên thủng khỏi bầu không khí độc hại của vùng đất hoang bên ngoài. Venjix thử nhiều kế hoạch khác nhau để tiêu diệt Corinth và RPM Power Rangers của Doctor K chiến đấu để bảo vệ nó.
Vào năm 2011, tập phim "Clash of the Red Rangers" gồm hai phần của Power Rangers Samurai, cho thấy RPM thực sự nằm trong một vũ trụ khác của loạt phim Power Rangers.

## Sản xuất
Một bài báo của The New Zealand Herald đã báo cáo rằng Power Rangers RPM sẽ là mùa cuối cùng của loạt Power Rangers. Tuy nhiên, vào giữa năm 2010, Haim Saban đã mua lại n Power Rangers từ Disney  và việc sản xuất đã được khởi động lại trong năm đó cho loạt phim năm 2011.
RPM đã được cho là "đen tối" nhất so với các Power Rangers khác và được nhắm đến các khán giả lớn tuổi. Jungle Fury (ăn đứt tác phẩm gốc là Gekiranger) ban đầu được đặt là mùa cuối cùng, nhưng nghĩa vụ với Bandai buộc Disney phải sản xuất thêm một mùa nữa. RPM được cho là để tỏ lòng tôn kính với Mad Max và Kẻ hủy diệt.

## Diễn viên và nhân vật
- Eka Darville trong vai Scott Truman, Nhân viên điều hành Ranger Series Red.
- Ari Boyland trong vai Flynn McAllister, Ranger Toán tử Series Blue.
- Rose McIver trong vai trò hạ cánh mùa hè, Ranger Toán tử Series màu vàng.
- Milo Cawthorne trong vai Ziggy Grover, Ranger Toán tử xanh.
- Dan Ewing trong vai Dillon, Ranger Toán tử Series Đen.
- Mike Ginn trong vai Gem, Ranger Toán tử vàng.
- Li Ming Hu trong vai Gemma, Ranger Toán tử Series.
- Olivia Tennet trong vai bác sĩ K, cố vấn cho Rangers và người tạo ra sức mạnh RPM.
- James Gaylyn trong vai Đại tá Mason Truman, cha của Scott.
- Damien Avery trong vai Đại tá Hicks
- Mia Koning trong vai Vasquez
- Murray Keane trong vai Benny
- Andrew Laing là giọng nói của Venjix
- John Sumner trong vai Fresno Bob
- Adelaide Kane trong vai Tenaya 7/15.
- Mark Mitchinson là giọng nói của Tướng Shifter
- Charlie McDermott là giọng nói của General Crunch
- Leighton Cardino là giọng nói của Kilobyte